# Bolbe nigra
Bolbe nigra är en bönsyrseart som beskrevs av Giglio-Tos 1915. Bolbe nigra ingår i släktet Bolbe och familjen Iridopterygidae. Inga underarter finns listade i Catalogue of Life.